# (14017) 1994 NS
1994 أن أس (ويعرف أيضًا باسم (14017) 1994 أن أس وفق تسمية الكوكب الصغير) (بالإنجليزية: 1994 NS)‏ هو كويكب ضمن حزام الكويكبات؛ وترتيبه 14017 من حيث الاكتشاف.
اكتُشف هذا الجُرم الفلكي بواسطة تاكيشي أوراتا ‏ في 4 يوليو 1994.

## وصلات خارجية
- (14017) 1994 NS في قاعدة بيانات مختبر الدفع النفاث لأجرام النظام الشمسي الصغيرة

- الاكتشاف · مخطط المدار ·  العناصر المدارية · المعلمات المادية

- (14017) 1994 NS على موقع ويكي سكاي: DSS2, SDSS, GALEX, IRAS, Hydrogen α, X-Ray, Astrophoto, Sky Map, Articles and images